# Стандартизоване тестування
Стандартизований тест або іспит являє собою тестування, яке проводиться та перевіряється заздалегідь установленим, або «стандартним», шляхом. Стандартизовані тести розроблені таким чином, що питання, умови проведення, оцінювання і тлумачення заздалегідь погоджені, процеси проведення і оцінювання визначені наперед стандартним чином. Стандартне тестування називають найбільш значним соціальним внеском сучасної психології.
Будь-який тест, в якому той же самий тест дається таким же чином для всіх тестованих, являє собою стандартизований тест. Стандартизовані тести — це не обов'язково тести з високими ставками, тести з обмеженим часом, або тести з декількома варіантами відповідей. Протилежністю стандартизованого тестування є нестандартизоване тестування, в якому або істотно різні випробування наведені до різних тестованих, або той же самий тест призначається при істотно різних умовах (наприклад, одній групі дозволено набагато менше часу, щоб завершити випробування, ніж наступній групі) або оцінюватися по-різному (наприклад, та же відповідь вважається правильним для одного студента, але неправильно для іншого студента). Підрахунок очок есе робиться швидко і не-вихователів. Забивши нариси люди, які не приймають їх час і отримують бонуси є пасткою у виграші.
Стандартизовані тести сприймаються як більш справедливі, ніж не-стандартизовані тести, тому що кожен отримує той же самий тест і ту ж систему класифікації. Це є більш справедливим і більш об'єктивним, ніж система, в якій деякі студенти отримують більш простий тест і інші отримують більш важке випробування. Узгодженість також дозволяє більш надійне порівняння результатів у
всіх тестованих, тому що кожен приймає один і той же тест.

## Історія

### Китай
Імперські іспити були службою цивільної експертизи в Китаї, щоб вибрати кандидатів для державної бюрократії.
Найбільш ранні свідоцтва стандартизованого тестування були в Китаї, за часів династії Тан, де імперські іспити охоплювали шість мистецтв, які включали музику, стрільбу з лука і верхову їзду, арифметику, письмо і знання ритуалів і церемоній як державної, так і приватної частини. Пізніше, розділи, присвячені військовій стратегії, цивільного права, доходів і оподаткування, сільського господарства і географії були додані до тестування. У цій формі, іспити були інституційно протягом більше тисячі років. На сьогоднішній день стандартизоване тестування залишається широко використовуваним, найбільш відомим в системі Гоакао.

### Європа
Стандартне тестування було введено в Європі на початку 19-го століття, за зразком китайського мандарина іспитів, через пропаганду британських колоніальних адміністраторів, «найпостійніший» якого був консулом Великої Британії в Гуанчжоу, Китай, Томас Тейлор Meadows. Meadows попередив розпад британської імперії, якщо стандартизоване тестування не буде реалізоване по всій імперії негайно.
До їх прийняття, стандартизоване тестування не традиційно є частиною західної педагогіки; ґрунтуючись на скептичному і відкритому складі традиції дискусії, успадкованої від Стародавньої Греції, західної академії сприяння нестандартизованих оцінок з використанням есе, написані студентами. Саме через це, що перша європейська реалізація стандартизованого тестування не відбулася в самій Європі, але і в Британської Індії. Натхненні китайським використанням стандартизованого тестування, на початку 19-го століття, британські «менеджери компанії найняли і обнародували співробітників на основі конкурсних іспитів з метою запобігання корупції та фаворитизму». Ця практика стандартизованого тестування була пізніше прийнята в кінці 19-го століття британським материком. Парламентські дебати, які взяли зробили багато посилань на «китайської системи мандаринів».
Саме з Великої Британії, що стандартизоване тестування поширене не тільки на всій території Британської Співдружності, але в Європі, а потім Америці. Його поширення підігрівалося Промисловою революцією. З огляду на велику кількість школярів під час і після промислової революції, коли закони про обов'язкову освіту збільшили число студентів, відкрита оцінка всіх студентів зменшилася. Крім того, були відсутні істотні джерела похибки вимірювання, так як грейдери можуть показати фаворитизму або можуть не погодитися один з одним про відносні достоїнства різних відповідей.
Останнім часом, стандартизоване тестування було сформовано частково, легкість і низька вартість сортування з кількома варіантами тестів за допомогою комп'ютера. Хоча цей процес є більш складним, ніж класифікації декількома варіантами тестів в електронному вигляді, есе також може бути класифіковане по комп'ютеру. В інших випадках, есе та інші відкриті відповіді оцінюються відповідно до заздалегідь визначеної оцінки розділу підготовленими грейдерів. Наприклад, в Pearson, все есе класники мають чотири роки вищу освіту, і більшість з них нинішні або колишні вчителів класі.

### Сполучені Штати Америки
Стандартне тестування було частиною американської освіти з 1800-х років. З її витоків в першій світовій війні і армії альфа- і армії бета-тести, розроблені Робертом Єрко і колегами. До цього, імміграція в середині 19-го століття сприяла зростанню стандартизованих тестів в Сполучених Штатах. Стандартизовані тести були використані в імміграції, коли люди вперше приїджали, щоб перевірити соціальні ролі і знайти соціальну владу і статус.
У 1959 році Еверетт Линдквист запропонував ACT (American College Testing) вперше. ACT в даний час включає в себе 4 основні розділи з декількома варіантами відповідей на тест з англійської мови, математики, читання і науки плюс додатковий розділ написання.
Великий стан населення початку проведення тестування в 1970-х роках, а в 1980-х роках Америка почала оцінювати на національному рівні. Необхідність федерального уряду, щоб зробити значущі порівняння між вельми децентралізованою системою (локальним управлінням) державного утворення також внесли свій вклад в дискусію про стандартизованого тестування, в тому числі Закон про повну загальну середню освіту 1965 року, який потрібно стандартизоване тестування в державних початкових школах. США Public Law 107—110, відомий як No Child Left Behind Act 2001 року далі зв'язків державних шкіл фінансування стандартизованого тестування. Мета No Child Left Behind було вдосконалення системи освіти в Сполучених Штатах шляхом проведенням шкіл і вчителів відповідальними і намагатися закрити освітній розрив між дітьми меншини і не меншин в державних школах. Результати студентів на стандартизованих тестів були використані для виділення коштів та інших ресурсів, таких як вчителів і адміністраторів шкіл. Ця політика не передбачає федеральний стандарт для шкіл, але і дозволяє кожній державі встановлювати свої власні стандарти. Акт NCLB потрібно, щоб всі 50 штатів беруть участь і щорічно професійного тестування студента для кожного класу. Після того, як NCLB був прийнятий Сполучені Штати 18-я в світі з математики. Сім років по тому Сполучені Штати впав до 31 в світі і у всіх інших областях тестування знизилися.
Уніфіковане тестування є досить поширеним способом визначення минулого успішності студента і майбутнього потенціалу. Проте, з високими ставками тести (стандартизовані чи не стандартизовані) можуть викликати занепокоєння. Коли вчителі або школи отримують винагороду за більш високу продуктивність на тестах, то ці нагороди заохочення вчителів «навчають до випробування» замість того, щоб забезпечити багату і широку навчальну програму. В результаті, стандартизоване тестування стало спірним в Сполучених Штатах.

### Австралія
Програма Австралійська національна оцінка — Грамотність і Numeracy (NAPLAN) або відомий як стандартизоване тестування було розпочато в 2008 році австралійської навчальної програми, оцінки та звітності орган, незалежний орган "відповідає за розробку національної навчальної програми, програми національної оцінки, а також національний збір даних і програма звітності, яка підтримує навчання 21-го століття для всіх австралійських студентів ".
Тестування включає в себе всі студентів в 3-й, 5, 7 і 9 в австралійських школах повинні бути оцінені з використанням національних тестів. Питання, зазначені вище в цих тестувань включають в себе читання, письмо, мова конвенцій (орфографія, граматика і пунктуація) і Numeracy.
У програмі представлені студенти рівня звіти, призначені для того, щоб батьки, щоб побачити прогрес своєї дитини протягом їх життя шкільного навчання, а також допомогти вчителям поліпшити індивідуальні можливості навчання для своїх студентів. Студенти і дані про рівень школи також надаються відповідної шкільної системи при тому розумінні, що вони можуть бути використані для вирішення конкретних підтримки і ресурсів для шкіл, які потребують їх найбільше. Вчителі та школи використовують цю інформацію, в поєднанні з іншою інформацією, щоб визначити, наскільки добре їх студенти виконують і виявлення областей, які потребують допомоги нужденним.
Концепція тестування успішності учнів не нова, хоча в даний час австралійський підхід можна сказати, що має свої витоки в нинішніх структур освітньої політики як в США і Великій Британії. Є кілька ключових відмінностей між австралійської NAPLAN / і стратегії Великої Британії та США. Школи, які, як було встановлено під виконання в австралійському контексті буде запропонована підтримка / фінансову допомогу в рамках нинішньої політики федерального уряду. На відміну від США No Child Left Behind Act в 2001 році, де він привів загрозу закриття шкіл. У США студенти отримують стримуватися, якщо вони не виконали їх кращі здібності, де в Австралії результати не роблять ніякого впливу на просування марки.